# Malamotakpalli, Srinivaspur
Malamotakpalli là một làng thuộc tehsil Srinivaspur, huyện Kolar, bang Karnataka, Ấn Độ.